# 1080
| Calendário gregoriano                                                        | 1080 MLXXX                                           |
| Ab urbe condita                                                              | 1833                                                 |
| Calendário arménio                                                           | 529 – 530                                            |
| Calendário bahá'í                                                            | -764 – -763                                          |
| Calendário budista                                                           | 1624                                                 |
| Calendário chinês                                                            | 3776 – 3777 Início a 24 de janeiro (aproximadamente) |
| Calendário copta                                                             | 796 – 797                                            |
| Calendário etíope                                                            | 1072 – 1073                                          |
| Calendários hindus - Vikram Samvat - Calendário nacional indiano - Cáli Iuga | 1135 – 1136 1001 – 1002 4180 – 4181                  |
| Calendário Holoceno                                                          | 11080                                                |
| Calendário islâmico                                                          | 472 – 473                                            |
| Calendário judaico                                                           | 4840 – 4841                                          |
| Calendário persa                                                             | 458 – 459                                            |
| Calendário rúnico                                                            | 1330                                                 |
| Calendário solar tailandês                                                   | 1623                                                 |

1080 (MLXXX, na numeração romana) foi um ano bissexto do século XI do Calendário Juliano, da Era de Cristo, e as suas letras dominicais foram E e D (53 semanas), teve início a uma quarta-feira e terminou a uma quinta-feira.
No território que viria a ser o reino de Portugal estava em vigor a Era de César que já contava 1118 anos.
| Ano completo                           |
| -------------------------------------- |
| Ano bissexto com início à quarta-feira |

## Eventos
- 20 de Junho - tem lugar um dos mais longos eclipses solares totais desde o ano 1.
- Concílio de Burgos: abolição oficial do rito moçárabe.
- Sesnando Davides toma parte na invasão a Granada.
- O bispado de Coimbra é restabelecido com Patereno como bispo.
- O Antipapa Clemente III cumpre o seu fugaz primeiro antipapado.
- Humberto II sucede a Amadeu II como conde de Saboia.
- Roberto Guiscardo presta vassalagem à Santa Sé em troca do beneplácito do Papa Gregório VII às suas conquistas.
- Ano provável do início da construção do Castelo da Lousã.
- O emir almorávida Iúçufe ibne Taxufine destrói Necor, que entre 710 e 1019 tinha sido a capital do Emirado de Necor.

## Nascimentos
- Emérico II de Narbona, 7º visconde de Narbona (m. 1134).
- Alexandre I da Escócia, o Feroz, Rei da Escócia (m. 1124).
- Edite da Escócia, Rainha Consorte de Inglaterra entre 1100 e 1118 (m. 1118).
- Egas Moniz, o aio, rico-homem do condado portucalense, da linhagem dos Riba Douro (m. 1146).
- Fáfila Lucides que foi Governou das terras de Lanhoso pelos anos de 1110 a 1115 (m. ?).
- Henrique I de Châtillon, Senhor de Châtillon (m. 1130).
- Pedro González de Lara, senhor de Lara[desambiguação necessária] e senhor de Molina (m. 1130).
- Pero Fromarigues de Guimarães, Senhor de Melo (. m. ?).
- Teresa de Leão, condessa de Portucale, mãe de Afonso Henriques (m. 1130).
- Uresis I da Sérvia, grão-príncipe da Sérvia (m. m. 1146).
- Urraca de Leão e Castela, rainha de Leão e Castela (m. 1126 - data incerta).

## Mortes
- Berengário II de Millau, foi Visconde de Millau. Nasceu em 1030.
- 26 de Janeiro - Amadeu II de Saboia n. 1030), foi conde Saboia.